# Pandèmia de COVID-19 a Seychelles
La propagació de la pandèmia per coronavirus de 2019-2020 a les Seychelles es va detectar el 14 de març de 2020 amb dos casos simultanis de persones que tornaven d'Itàlia.
En data del 19 d'abril, l'estat insular comptava 11 casos de persones infectades amb Covid-19 i 5 persones guarides.

## Cronologia
El 9 de març del 2020, Seychelles va anunciar un tancament provisional per als creuers anteriorment a l'arribada prevista de la competició Norwegian Spirit. Alhora es va vedar a totes les persones de les Seychelles de viatjar a la Xina, a Corea del Sud, Itàlia i l'Iran. Es feu però una excepció per a la tornada dels residents.
El 14 de març de 2020, el govern de les Seychelles va anunciar els dos primers casos confirmats d'infecció per coronavirus. Eren dues persones que tornaven d'Itàlia on havien estat en contacte amb una persona positiva.
L'endemà es confirmà un tercer cas provinent dels Països Baixos.
El 16 de març, el nombre de casos confirmats pujà a quatre amb l'arribada d'una altra persona contaminada dels Països Baixos.
El 18 de març el balanç epidèmic cresqué amb dos casos addicionals, un ucraïnès i la seva dona de nacionalitat. En total, es comptabilitzaven aleshores sis persones contaminades, dos autòctons i quatre estrangers.
Une Mauricienne, qui travaille aux Seychelles, a été testé positive au coronavirus (Covid-19). Mariée à un Ukrainien, le couple travaille dans un hôtel. De retour de voyage le 12 mars, l'époux aurait contaminé sa conjointe.
Seychelles : le petit archipel compte six malades infectés par le coronavirus dont une Mauricienne (19 de març)
https://www.zinfos-moris.com/Seychelles-le-petit-archipel-compte-six-malades-infectes-par-le-coronavirus-dont-une-Mauricienne_a13413.html
El 24 de març es tingué notícia d'un setè cas, un tercer treballador, d'una vintena d'anys, de l'hotel Four Seasons.
```
Une information confirmée par Jude Gedeon, le Commissaire à la Santé Publique des Seychelles. Selon le département de la santé, il aurait été contaminé par un manager ukrainien revenu sur le vol EK 707 de la compagnie Emirates, le 12 mars dernier. Quelques jours après son arrivée, sa compagne mauricienne présentait les symptômes du COVID-19.
```

Coronavirus : 7 cas confirmés aux Seychelles, l'archipel se prépare au pire 
https://la1ere.francetvinfo.fr/reunion/coronavirus-sept-cas-confirmes-aux-seychelles-archipel-se-prepare-au-pire-815628.html
El 29 de març es divulgà l'existència d'un vuitè cas, un jove ciutadà de Seychelles que havia tornat de la ciutat anglesa de Manchester el 22 de març,
```
"accompagné de 6 autres personnes". Par mesure de précaution, ils feront tous l'objet d'un dépistage
```

Covid-19 : un 8e cas confirmé aux Seychelles (31 de març)
https://www.linfo.re/ocean-indien/seychelles/covid-19-un-8e-cas-confirme-aux-seychelles

31 de març dues persones més infectades amb el coronavirus.

## Dades estadístiques
Evolució del nombre de persones infectades amb COVID-19 a les Seychelles